# 聖母子と六人の天使 (ドゥッチョ)

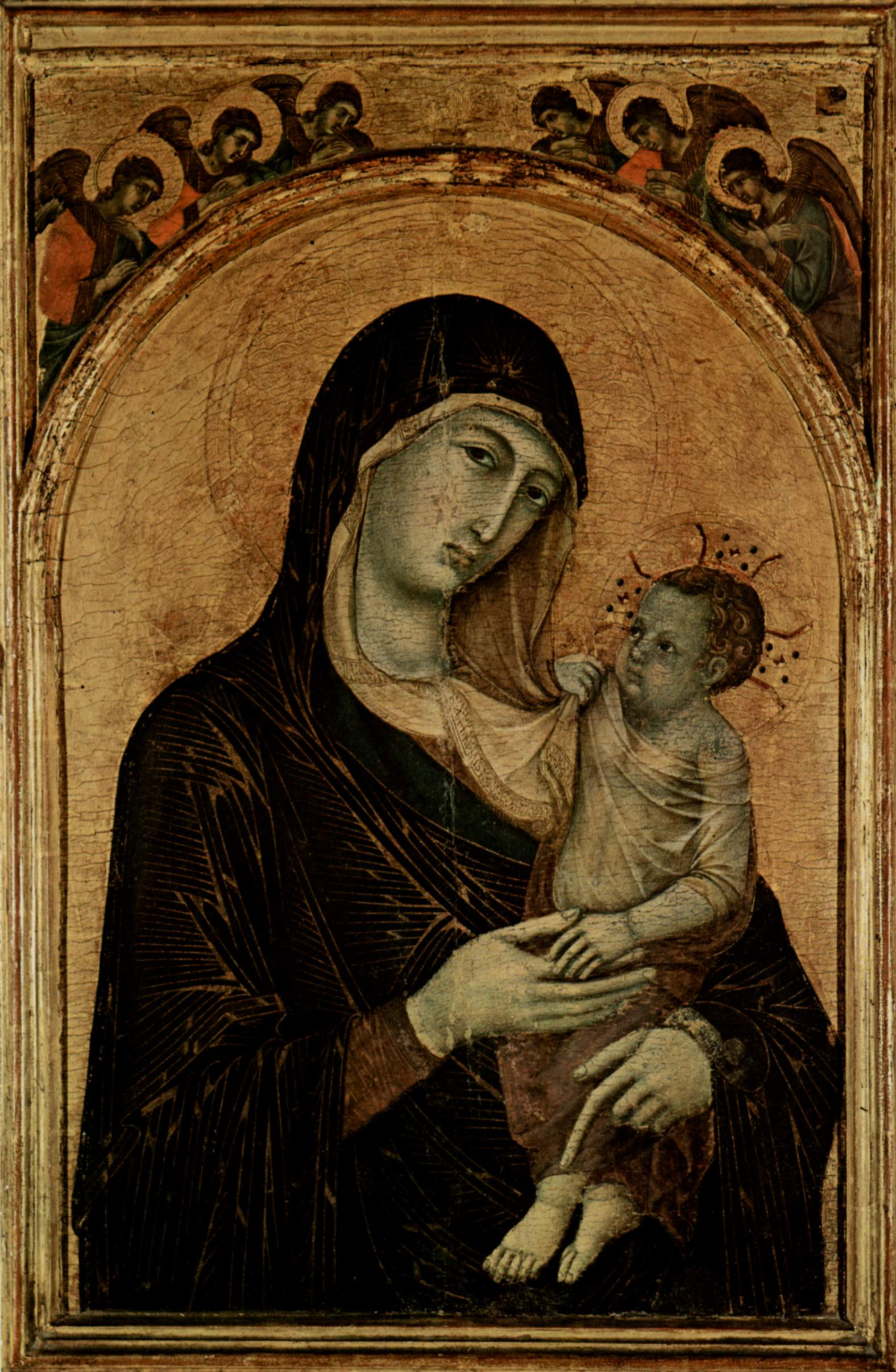
ドゥッチョ『聖母子と六人の天使』(1300-1305年)、 97×63 cm

『聖母子と六人の天使』（せいぼしとろくにんのてんし、イタリア語: Madonna col Bambino e sei Angeli）は、ゴシック期のシエナ派の画家ドゥッチョ・ディ・ブオニンセーニャによる、テンペラと金で描かれた板絵である。
1300年から1305年の間に描かれ、イタリアのペルージャにあるウンブリア国立絵画館に所蔵されている。この絵画は、1863年までペルージャのサン・ドメニコ修道院の聖具室の扉上に置かれていた。1911年にクルト・ヴァイゲルトによってドゥッチョに帰属された。修復により、かつての多翼祭壇画の中央画面であることが明らかになった。